# Lastbil
En lastbil er et motordrevet køretøj med åbent eller lukket lad indrettet til transport af genstande eller varer.
De tidligste lastbiler havde blot et løst lad til at sætte på et chassis.
Lastbiler afløste især fra 1920'erne gradvis hestetrukne arbejdsvogne og slæder i industri, håndværk og landbrug, og har siden 1950'erne næsten udkonkurreret jernbane og småskibsfart med hensyn til godstransport og varedistribution på kortere afstande.
Op igennem 1900-tallet er lastbiler blevet stadig mere differentierede både med hensyn til størrelse, indretning og tilpasning til forskellige formål.

## Generelt
- automobil, bil, bilindustri, distribution, transport, transportpolitik, vejtransport

## Køretøjsarter
Den danske lovgivning opdeler lastbiler i to klasser:
- Lastbil N2: tilladt totalvægt over 3.500 kg, men ikke over 12.000 kg.
- Lastbil N3: tilladt totalvægt over 12.000 kg.

Elektriske lastbiler kan godkendes op til 56 ton.
Lastbiler med max. 3500 kg tilladt totalvægt betragtes som varebiler, og kan køres på normalt kategori B-kørekort.

## Almindelige opbygninger
De fleste typer af opbygninger benævnes som en egenskab efterfulgt af -bil eller -vogn. I denne liste benyttes endelsen -bil.
- Fladvogn, tipbil, containerbil (herunder flakbil), tankbil, kreaturbil, sættevognstrækker, skraldebil, fejemaskine, betonkanon, distributionsbil, slamsuger, kran- grabbil

## Lastbilfabrikker
Et bredt udvalg af eksisterende lastbilfabrikker verden over omfatter
- Brockway (Amerika), Chevrolet (Amerika), DAF (Europa), Dennis-Eagle (Europa), Dong Feng (Asien), Ford (Amerika+Europa), Freightliner (Amerika), GAZ (Europa), Ginaf (Europa), GMC (Amerika), FAP, FWD, Hino (Asien), International (Amerika), Iveco (Europa), Kenworth (Amerika), Liaz(Europa), Marton, Mack (Amerika), Magirus-Deutz (Europa), MAN (Europa), Mercedes (Europa), Mitsubishi (Asien), Nissan (Asien), Peterbilt (Amerika), Raba (Asien), Renault (Europa), Reo, Saviem (Europa), Scania (Europa), Sisu (Europa), Škoda (Europa), Tatra (Europa), Terberg (Europa), Toyota (Asien), Volkswagen (Amerika), Volvo (Europa), Western Star (Amerika), White (Amerika), Isuzu (Asien),

De fleste af disse mærker forhandles dog på flere kontinenter, og nogle mærker produceres også flere steder i verden, enten på egne fabrikker eller som licensprodukt. Der ses også eksempler på at dele produceres forskellige steder i verden for så at blive transporteret til en samlefabrik. Mest bemærkelsesværdig er formentlig Volkswagen der står som amerikansk virksomhed. Det skyldes at virksomheden ikke har produktion og forhandling af lastbiler i Europa, mens de har en stor andel af lastbilmarkedet i Sydamerika.
En del af firmaerne samarbejder også i vist omfang om dele af produktionen, ligesom bl.a. Terberg og Ginaf i Holland primært bygger spacialkøretøjer der er baseret på Volvo-lastbiler.

### Mindre og tidligere lastbilfabrikater
- Büssing, DFA, ERF (England), Bedford, Leyland (England), Pegaso (Spanien),Saurer (Schweiz), Steyr (Østrig), Steinwinter, Triangel (Danmark), Scammell (England)